# John McKinly

Unterschrift von John McKinly

John McKinly (* 21. Februar 1721 in Ulster, Irland; † 21. August 1796 in Wilmington, Delaware) war ein US-amerikanischer Politiker und von 1776 bis 1777 der 1. Gouverneur des Bundesstaates Delaware, dessen offizieller Titel noch „Präsident von Delaware“ war.

## Leben

### Frühe Jahre
Im Jahr 1742 wanderte John McKinly im Alter von 21 Jahren aus dem Norden Irlands in die damalige britische Kolonie Delaware aus. Er ließ sich in Wilmington nieder. In seiner neuen Heimat muss er eine medizinische Ausbildung genossen haben, auch wenn es dafür keine Belege mehr gibt, weil er anschließend zeitweise als Arzt arbeitete. Gleichzeitig wurde er Mitglied der Miliz. Er nahm an den Indianerkriegen teil und stieg zunächst bis zum Major und bis 1774 bis zum Brigadegeneral der Miliz auf.

### Politischer Aufstieg
Im Jahr 1757 war er Sheriff im New Castle County. Zwischen 1758 und 1773 war er mehrfach Bürgermeister von Wilmington. Seit 1771 war er auch Mitglied des damals noch kolonialen Parlaments von Delaware. Nachdem eine Versammlung der unteren Countys von Delaware die Unabhängigkeit von Großbritannien beschlossen hatte, schuf sie einen Sicherheitsrat, der den neuen Staat regieren sollte. McKinly wurde in dieses Gremium gewählt und wurde dessen Vorsitzender und damit praktisch Präsident des neuen Staates (der Titel eines Gouverneurs wurde erst 1793 eingeführt). Im Oktober 1776 wurden die ersten Wahlen für das Repräsentantenhaus von Delaware abgehalten. McKinly wurde dabei in dieses Gremium und zu dessen Präsident gewählt. In der Folge wurde er am 12. Februar 1777 offiziell zum Präsidenten von Delaware gewählt.

### Präsident von Delaware
McKinly konnte nur bis zum September 1777 als Präsident seines Staates amtieren. Seine Amtszeit war überschattet von den Ereignissen des Unabhängigkeitskriegs. McKinly musste Truppen ausheben und der Kontinentalarmee zur Verfügung stellen. Die militärische Lage gestaltete sich aber für Delaware schwierig. Die Briten eroberten den Staat und nahmen unter anderem auch dessen Präsidenten gefangen. Damit endete seine Amtszeit in der Kriegsgefangenschaft.

### Weiterer Lebenslauf

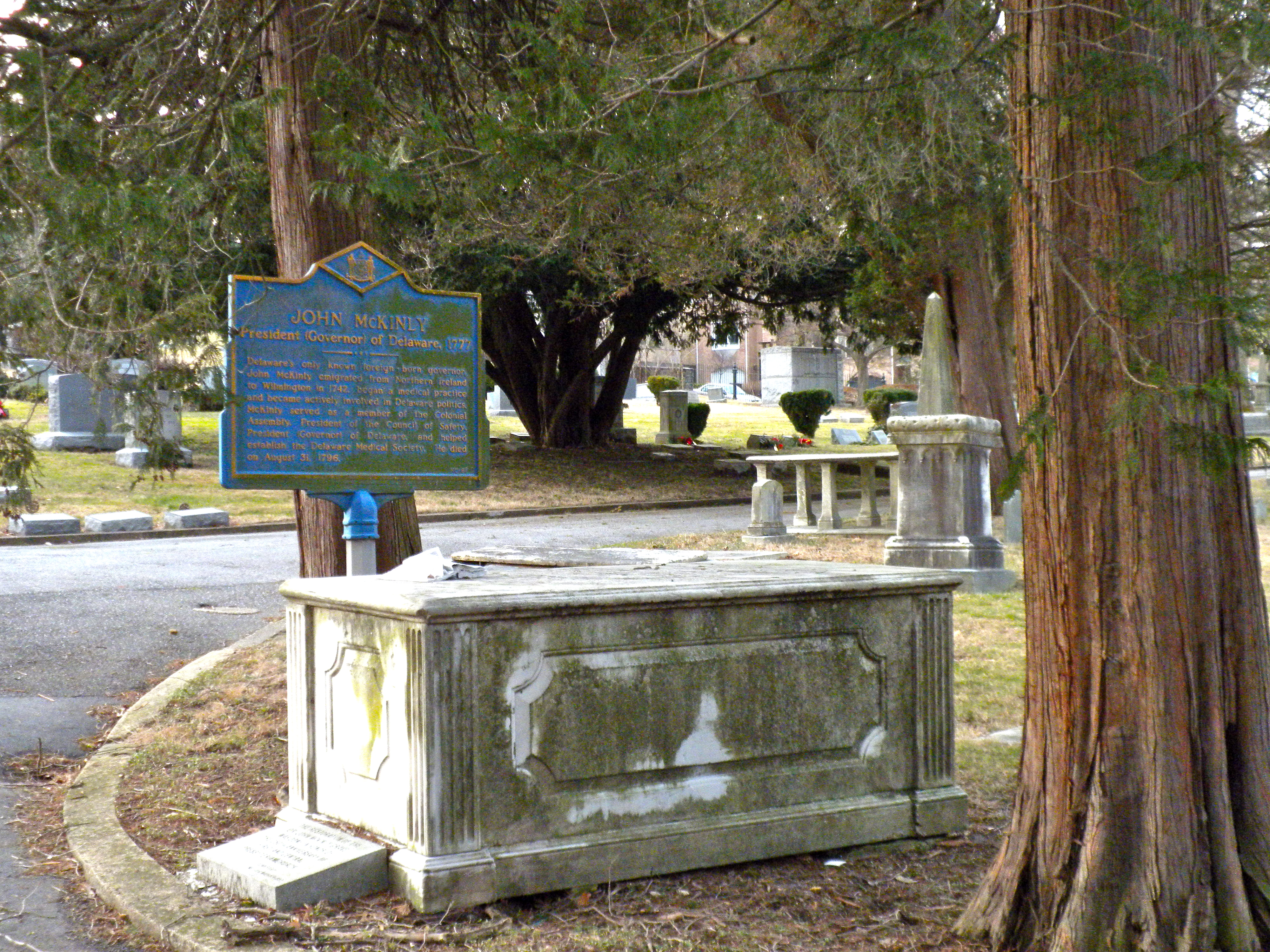
McKinlys Grab in Wilmington

Im August 1778 wurde McKinly im Rahmen eines Gefangenenaustausches wieder freigelassen. McKinly kehrte nach Wilmington zurück und arbeitete dort wieder als Arzt. Er lehnte weitere politische Ämter ab. Im Jahr 1789 gehörte er zu den Gründern der medizinischen Gesellschaft von Delaware. McKinly war auch im Kuratorium der Academy of Newark. In dieser Eigenschaft hat er viele Studenten gefördert und sogar die Lehrergehälter mitfinanziert. John Mckinly starb im Jahr 1796. Er war seit 1761 mit Jenny Richardson verheiratet. Die Ehe blieb kinderlos. John McKinly ist bis heute der einzige Regierungschef von Delaware, der außerhalb Amerikas geboren wurde.